# Imre Mándi
Imre Mándi (ur. 22 listopada 1916 w Nak w komitacie Tolna, zm. w 1943) – węgierski bokser, wicemistrz Europy.
Uczestniczył w  Igrzyskach Olimpijskich w Berlinie 1936 roku, osiągając ćwierćfinał w kategorii półśredniej. Startując w Mistrzostwach Europy w Mediolanie 1937, zdobył srebrny medal, w tej samej wadze. Pięciokrotnie został mistrzem Węgier w 1935, 1937, 1938 i 1940 w kategorii półśredniej, a w 1939 w wadze lekkiej.